# Adolfo Galante Rupérez
Adolfo Galante y Rupérez (Hinojosa de Duero, c. 1847-Hinojosa de Duero, 1901) fue un político, funcionario y escritor español.

## Biografía
Nació hacia 1847, al parecer en la localidad salmantina de Hinojosa de Duero. Alto funcionario, fue autor de diferentes obras de administración. Fue redactor del diario madrileño El Universal (1863), del que sólo se publicaron dos números, y en 1893 fundó la Revista Municipal y Provincial. Entre sus obras se contaron títulos como De lo que nadie se ocupa, pasatiempo recreativo é instructivo por D. Ello Mismo (Madrid, 1892) y «La lengua española en Oriente» (Rev. Geogr., 1913, X, 196-202). Estuvo involucrado en la construcción de la línea de ferrocarril a Barca de Alba. Como político fue diputado a Cortes; obtuvo hasta cuatro veces escaño por el distrito salmantino de Vitigudino. Falleció el 27 de septiembre de 1901 en Hinojosa de Duero.